# Itame nanula
Itame nanula là một loài bướm đêm trong họ Geometridae.